# Eristalinus splendens
Eristalinus splendens là một loài ruồi trong họ Ruồi giả ong (Syrphidae). Loài này được Le Guillou mô tả khoa học đầu tiên năm 1842. Eristalinus splendens phân bố ở miền Australasia